# Ousman Manneh
Ousman Manneh (Ginak Kajata, 10 maart 1997) is een Gambiaans voetballer die doorgaans speelt als aanvaller. In juli 2020 verliet hij Werder Bremen.

## Clubcarrière
Manneh verruilde in 2014 het Gambiaanse Gambia Rush Soccer Academy voor Blumenthaler SV. Eén jaar later maakte hij de overstap naar Werder Bremen. Op 25 juli 2015 debuteerde hij in het tweede elftal tegen Hansa Rostock. De Gambiaan maakte meteen de winnende treffer voor zijn nieuwe club. Vier dagen later debuteerde hij voor het eerste elftal in een oefenwedstrijd tegen SV Wilhelmshaven. Hij viel in na zestig minuten en maakte vier doelpunten in amper vijftien minuten. Op 21 september 2016 debuteerde de aanvaller in de Bundesliga tegen Mainz 05. Hij kreeg een basisplaats en werd na vijfenvijftig minuten vervangen voor Lennart Thy. Uiteindelijk zou Manneh dat seizoen tot zes competitiewedstrijden komen in het eerste elftal met daarin één doelpunt. In de zomer van 2020 verliep zijn verbintenis en verliet hij Werder.